# Hinxton
Hinxton ist ein Dorf in South Cambridgeshire, England.

## Geographische Lage
Hixton liegt am Fluss Cam. Die südlichen Grenzen der Gemeinde Hinxton bilden die Grenze zwischen Cambridgeshire und Essex. Das Dorf liegt 8 km nordwestlich von Saffron Walden und 14 km südlich von Cambridge.

## Verkehrsanbindung und wichtige Einrichtungen
Durch den Ort führt die Eisenbahnlinie, die Cambridge mit dem Londoner Bahnhof Liverpool Street verbindet; der Ort selbst verfügt über keinen Bahnhof oder Haltestelle. In Hinxton liegt der Wellcome Genome Campus, zu dem u. a. das Wellcome Trust Sanger Institute und das European Bioinformatics Institute gehören.